# داني سميث
داني سميث (بالإنجليزية: Danny Smith)‏ (و. 1973 – م) هو ممثل، وموسيقي، من كندا، ولد في مونتريال.

## وصلات خارجية
- داني سميث على موقع IMDb (الإنجليزية)
- داني سميث على موقع ألو سيني (الفرنسية)
- داني سميث على موقع أول موفي (الإنجليزية)
- داني سميث على موقع قاعدة بيانات الأفلام السويدية (السويدية)
- داني سميث على موقع قاعدة بيانات الفيلم (الإنجليزية)
- داني سميث على موقع كينوبويسك (الروسية)